# Stictoptera tala
Stictoptera tala là một loài bướm đêm trong họ Noctuidae.